# Rhipha niveomaculata
Rhipha niveomaculata är en fjärilsart som beskrevs av Rothschild 1909. Rhipha niveomaculata ingår i släktet Rhipha och familjen björnspinnare. Inga underarter finns listade.